# Officine Padane
Officine Padane S.p.A., nota originariamente come Carrozzeria e Meccanica Padana o semplicemente Padane, è stata un'azienda italiana del gruppo SoCIMi attiva nella produzione di automobili e di carrozzerie per automobili e autobus.
Fondata negli anni 1920 nell'ambito della spartizione di Carrozzeria Orlandi, l'azienda ha prodotto carrozzerie per diversi marchi di autoveicoli tra cui FIAT/Iveco/OM, Maserati, Mercedes-Benz, Stutz Motor Company e Volvo Buses. Ha poi cessato la propria attività venendo liquidata nel 2014 mentre il marchio Padane è divenuto di proprietà dell'azienda italiana Menarini.

## Storia

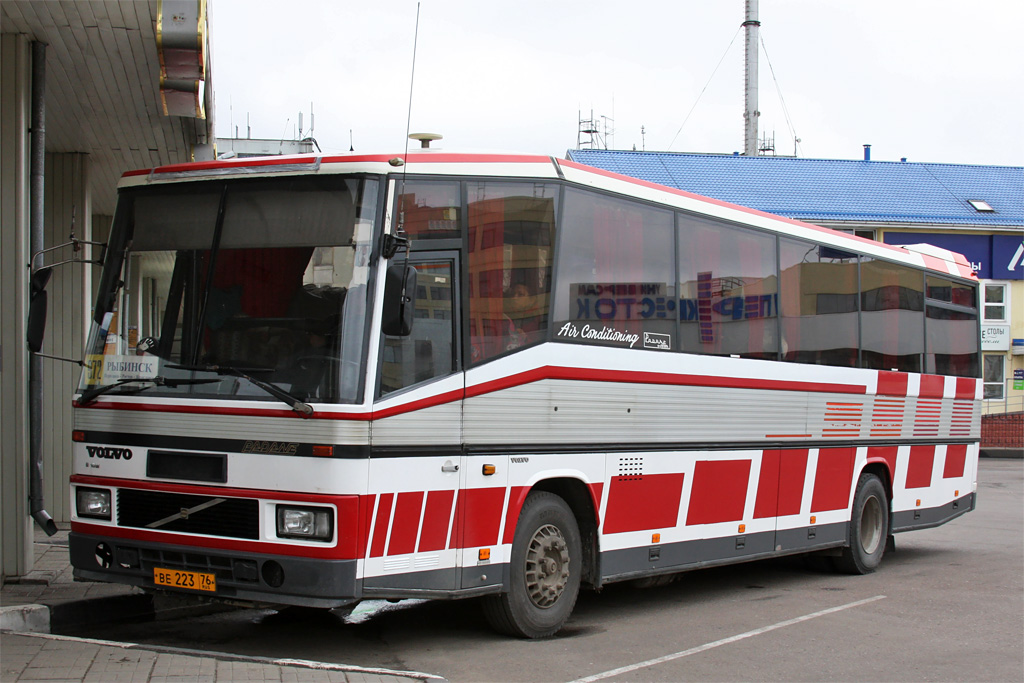
Telaio Volvo B10M con carrozzeria Padane in Russia.

L'azienda nacque come Carrozzeria Giovanni Orlandi nel 1921 nell'ambito della spartizione della modenese Carrozzeria Angelo Orlandi in seguito ad una controversia tra gli eredi del fondatore, scaturita dalla morte di Enrico e Augusto Orlandi, entrambi figli di Angelo e fratelli di Giovanni. Intorno al 1923 fu acquistata dalla Fonderie Vismara e che nel 1943 rinominò la società in Carrozzeria e Meccanica Padana, poi abbreviato in Officine Padane. Nel 1964 la produzione fu trasferita nello stabilimento di via Cesare Razzaboni, 118/130 a Modena.
Negli anni 1980 è entrata a far parte del gruppo SoCIMi. Nel 1993 ha incorporato l'azienda CL Allestimenti Autobus.
Negli anni 1990 l'azienda è stata coinvolta nel fallimento della capogruppo ed è stata dichiarata insolvente dal Tribunale di Milano nel 1996, venendo quindi posta in amministrazione straordinaria e poi dal 1997 in liquidazione.

## Produzione

### Automobili
- Maserati Bora, Indy e Mistral per conto di Maserati[2]
- Stutz Blackhawk e Duplex (1971-1972) per conto di Stutz Motor Company[2]

### Carrozzerie per autobus
- serie Accademia (dal 1996)[6]
- serie InterEsse (dal 1996)[6]
- serie MiC
- serie MX
- serie Z (dal 1976)[6]